# Isabelle Sorente
 (février 2023).
Si vous disposez d'ouvrages ou d'articles de référence ou si vous connaissez des sites web de qualité traitant du thème abordé ici, merci de compléter l'article en donnant les références utiles à sa vérifiabilité et en les liant à la section « Notes et références ».
Isabelle Sorente, née le 11 septembre 1972 à Marseille, est une écrivaine française.

## Biographie
Passionnée par les mathématiques, elle s’oriente d’abord vers des études scientifiques. Elle entre à Polytechnique, puis dans le Corps de l’aviation civile, où elle passe son brevet de pilote privé et s’essaie à la voltige aérienne. Elle suit en parallèle des cours de théâtre, notamment au Lucernaire et au cours Florent, où elle écrit et monte ses premières pièces. Le succès rencontré en 2001 par son premier roman, L, consacré au thème de l’addiction et à l’infantilisation des femmes dans une société conformiste, va la tourner définitivement vers l’écriture. Les thèmes de la métamorphose et de l’inassouvissement, la difficulté d’une quête spirituelle dans une société entièrement tournée vers la performance, sont omniprésents dans ses livres.
Les romans d'Isabelle Sorente traitent notamment de la cruauté des phénomènes contemporains, comme l'addiction dans L ou le racisme dans La Prière de septembre, ils exposent des personnages confrontés à leur démesure (Le Cœur de l'ogre), à leur fantaisie (Panique) ou à leur propre pouvoir de métamorphose (Transformations d'une femme).
Ses essais explorent, quant à eux, les limites et les excès de la rationalité, et la nécessité d'un entraînement de l'esprit à la joie et à la liberté. Paru en février 2011, son essai Addiction Générale analyse notre dépendance aux chiffres et à la productivité, en se fondant sur le paradigme de l'addiction. A la logique linéaire, compulsive, du calcul permanent, Isabelle Sorente oppose la valeur rationnelle et créatrice de la compassion, entendue comme magie sympathique plutôt que valeur religieuse (articles en ligne consultables ci-dessous). Dans son essai La femme qui rit (Descartes & Cie, 2007), Isabelle Sorente livre une vision théâtrale et charnelle de la réflexion sur le genre (gender studies), thèmes repris et développés dans son essai Etat Sauvage (Indigène Editions, 2012), où le féminin apparaît comme un entraînement radical à la liberté.
En 2008, Isabelle Sorente fonde la revue RAVAGES, avec Frédéric Joignot et Georges Marbeck. Elle fait aussi partie des fondatrices et des fondateurs du magazine Blast.
Sa pièce Hard Copy, comédie noire sur le thème du harcèlement en entreprise, est jouée en 2009 au théâtre Lumen de Bruxelles, à Paris, au théâtre du Lucernaire et à Avignon OFF.
Son roman 180 jours (J.C. Lattès, 2013), basé sur une enquête, entraîne à l'intérieur d'un élevage industriel, où des liens tragiques se nouent entre les hommes et les bêtes.
Son roman La Faille (J.C. Lattès, 2015) est à la fois le portrait d'une femme, Lucie Scalbert, et la description minutieuse d'une relation d'emprise amoureuse. Au-delà de sa composante psychologique et érotique, la manipulation y apparaît comme un mal contemporain, à travers lequel se transmettent les secrets de famille et se perpétuent les rapports de domination, dans la vie intime comme dans la sphère sociale. C'est à partir de situations quotidiennes, par touches irréversibles, que se nouent peu à peu les drames qui vont mener les personnages à affronter ou à nier leur vérité.
Elle publie une autofiction, Le complexe de la sorcière (éditions J.C. Lattès, 2020), qui oscille entre travail de mémoire collective sur les chasses aux sorcières et introspection de la narratrice sur sa propre expérience de la persécution.

## Œuvres

### Romans
- L, J'ai Lu, 2002.
- La Prière de septembre, éditions J.C. Lattès, 2003.
- Le Cœur de l’ogre, éditions J.C. Lattès, 2004.
- Panique, éditions Grasset, 2006.
- Transformations d’une femme, éditions Grasset, 2009.
- 180 jours, éditions J.C. Lattès, 2013 (Folio n. 6677, 2019)

Ce roman mélange le destin des hommes et des porcs sur fond d'élevage industriel, l'intrigue se déroulant la durée de vie d'un porc de la naissance à l'abattoir,.
- La Faille, éditions J.C. Lattès, 2015 (Folio n. 6283, 2017)
- Le complexe de la sorcière, éditions J.C. Lattès, 2020. (Folio n. 6886, 2021)
- La femme et l'oiseau, éditions J.C. Lattès, 2021 (Folio n. 7168, 2023)
- L‘instruction, éditions J.C. Lattès, 2023 (Folio n. 7372, 2024)
- Medusa, éditions J.C. Lattès, 2024.

### Essais
- La femme qui rit (le marché noir de la réalité), éditions Descartes & Cie, 2007.
- Addiction Générale, éditions J.C. Lattès, 2011.
- Etat sauvage, Indigène éditions, 2012.

#### Articles en ligne
- Addiction Générale, dialogue avec Isabelle Sorente, article de Pascal Coulon, février 2011.
- Addiction générale : la drogue calcul, psychotrope moderne, Actualitte.com, février 2011.
- Isabelle Sorente: l’esprit de finesse et de géométrie, Humeurs Numériques, Novembre 2013.
- Mazan : ce que «livrer sa femme» veut dire, Libération, septembre 2024.

### Théâtre
- Hard Copy, éditions Actes Sud, 2002.
- Gilles de Rais, éditions J.C. Lattès (2004).

### Nouvelles, articles et chroniques
- Les nouvelles d'Isabelle Sorente ont été publiées dans Le Monde, Marie Claire, la revue Blast, et aux éditions Gallimard.
- Je suis une créature, revue Blast, janvier 2003.
- La chronique d'Isabelle Sorente, sur France inter, dans les émissions: Si tu écoutes, j'annule tout, Par Jupiter !, C'est encore nous !, Par Jupidémie !, Par Jupiclasse !, C'est encore nous !, Le Grand Dimanche soir, de 2017 à 2024.